# روبريجوردو
روبريجوردو (بالإنجليزية: Robregordo)‏ هي بلدية ومدينة في منطقة الحكم الذاتي وتقع في منطقة مدريد في وسط إسبانيا. تبلغ مساحة هذه المدينة 18.03 (كم²)، ويبلغ عدد سكانها 65 نسمة حسب إحصاء سنة 2012 م.